# Scotopteryx grafi
Scotopteryx grafi är en fjärilsart som beskrevs av Joukl 1910. Scotopteryx grafi ingår i släktet backmätare, och familjen mätare. Inga underarter finns listade.